# Dewizy
Dewizy (tylko w l. mnogiej) – według polskiego prawa są to papiery wartościowe i inne dokumenty pełniące funkcję środka płatniczego, wystawione w walutach obcych. Nazwa pochodzi z franc. devise – „waluta”.
Dewizami mogą być:
- krótkoterminowe należności
- dokumenty stwierdzające istnienie zagranicznych należności u zagranicznych kontrahentów (np. papiery wartościowe pełniące funkcją płatniczą – weksle, czeki, czeki podróżne)[2].

Dewizami nie są waluty obcych państw. Waluty obce to wartości dewizowe, chociaż w okresie PRL waluty wymienialne państw kapitalistycznych były potocznie nazywane dewizami.
Szerszym pojęciem są wartości dewizowe. Zgodnie z ustawą Prawo dewizowe są to:
- zagraniczne środki płatnicze:
  - waluty obce
  - dewizy
- złoto dewizowe i platyna dewizowa – złoto i platyna w stanie nieprzerobionym oraz w postaci sztab, monet bitych po 1850 r., a także półfabrykatów, z wyjątkiem stosowanych w technice dentystycznej; złotem dewizowym i platyną dewizową są również przedmioty ze złota i platyny zazwyczaj niewytwarzane z tych kruszców.

W czasach PRL – i potem do 1994 roku, za wartości dewizowe (nie dewizy) uważano także m.in. wystawione w walutach obcych akcje, obligacje, książeczki oszczędnościowe i inne dowody oszczędnościowe, a także walutę polską i wystawione w walucie polskiej czeki, weksle itp, jeżeli były środkiem płatniczym lub przedmiotem w obrotach dokonywanych z osobami zagranicznymi lub przedmiotem wywozu za granicę, przywozu z zagranicy lub przewozu przez terytorium Polski.